# Vùng đất thây ma
Zombie Land Saga (ゾンビランドサガ Zonbi Rando Saga) là một loạt anime thể loại thần tượng, kinh dị do MAPPA, Avex Pictures và Cygames đồng sản xuất. Mùa đầu tiên của anime được chiếu tại Nhật Bản từ tháng 10   đến tháng 12 năm 2018. Mùa thứ 2 của anime cũng được phát hành với tựa đề Zombie Land Saga Revenge từ tháng 4 đến tháng 6 năm 2021. Một bộ manga cùng tên được chuyển thể từ anime dựa theo các sự kiện có trong bản truyền hình cũng được đăng trên tạp chí Cycomi của Cygames từ tháng 10 năm 2018; 1 sê-ri manga phụ có tựa đề Zombie Land Saga Sidestory: The First Zombie được đăng trên tạp chí Ultra Jump từ tháng 5 năm 2021. Tại Việt Nam, phim được POPS Worldwide mua bản quyền và công chiếu dưới nhan đề Vùng đất thây ma.

## Nội dung
Vào năm 2008, một học sinh trung học tên Minamoto Sakura đã chết do một cú tông trực diện vào một chiếc xe tải trong lúc cô chuẩn bị lên kế hoạch để nộp đơn xin được làm thần tượng. Mười năm sau, cô được Tatsumi Kotaro hồi sinh cùng với 6 cô gái khác, với kế hoạch hồi sinh tỉnh Saga với việc giúp cho họ trở thành một nhóm nhạc thần tượng toàn thây ma với tên Franchouchou.

## Nhân vật

### Franchouchou

Các thành viên nhóm nhạc Franchouchou theo thứ tự từ trái sang phải: Ai, Tae, Sakura, Junko, Saki, Yugiri và Lily.

Franchouchou (フランシュシュ Furanshushu) là một nhóm nhạc thần tượng do Tatsumi Kotaro quản lý và gồm bảy thần tượng huyền thoại từ các khoảng thời gian khác nhau được anh ta đưa trở lại cuộc sống với việc trở thành những thây ma với mục tiêu vực dậy hoạt động kinh doanh thần tượng đang bị sa sút ở Saga. Do lo sợ sẽ bị khủng bố nếu danh tính bị lộ, họ sử dụng bí danh và che giấu việc họ là thây ma bằng cách trang điểm.
Minamoto Sakura (源 さくら)
Lồng tiếng bởi: Kaede Hondo
Thể hiện bởi Sakiho Motonishi
Một nữ sinh trung học và là một thần tượng đầy khát vọng đã chết vào năm 2008 sau khi bị một chiếc xe tải đâm phải trong một cuộc đời đầy bất hạnh. Cô là người đầu tiên trong số những thây ma tỉnh lại sau khi được hồi sinh, tuy nhiên cô lại không nhớ gì về cuộc sống của mình, cô chỉ nhớ những phần quá khứ của mình khi cô biểu diễn. Trong buổi biểu diễn của mình tại Arpino, cô đã lấy lại hoàn toàn ký ức của mình, nhưng lại mất ký ức trước đây là một thây ma và sau đó rơi vào tình trạng trầm cảm do những bất hạnh trong quá khứ. Tuy nhiên, cô đã vượt qua với sự giúp đỡ của những người bạn cùng nhóm. Biệt danh thần tượng của cô là Số 1 (1号 Ichi-gō).
Nikaidō Saki (二階堂 サキ)
Lồng tiếng bởi: Asami Tano
Thể hiện bởi Yuriya Suzuki
Một cô gái du côn và là thành viên hàng đầu của băng đảng nữ đi xe moto Dorami, cô đã chinh phục toàn bộ vùng Kyushu trước khi cô qua đời trong một cuộc đua xe năm 1997. Cô là thủ lĩnh của Franchouchou. Biệt danh thần tượng của cô là Số 2 (2号 Ni-gō).
Mizuno Ai (水野 愛)
Lồng tiếng bởi: Risa Taneda
Thể hiện bởi Rie Matsuoka
Người từng là nghệ sĩ biểu diễn chính của Iron Frill, một nhóm nhạc thần tượng những năm 2000 mà Sakura thần tượng trước khi chết, người đã thiệt mạng sau khi bị sét đánh trong một buổi hòa nhạc. Không muốn chỉ được nhớ đến vì cái chết bi thảm của mình, cô quyết tâm làm việc chăm chỉ để có cơ hội thứ hai trong đời. Trong mùa 2 (Revenge), một thành viên hiện tại của Iron Frill mời cô trở lại nhóm nhạc, nhưng cuối cùng cô đã từ chối họ để ở lại với Franchouchou. Biệt danh thần tượng của cô là Số 3 (3号 San-gō).
Konno Junko (紺野 純子)
Lồng tiếng bởi: Maki Kawase
Thể hiện bởi Yūna Kitahara
Một thần tượng ăn nói nhẹ nhàng từ thời Chiêu Hòa, nổi tiếng trong những năm 1980 trước khi chết trong một vụ tai nạn máy bay. Đến từ thời đại không có mạng xã hội, cô có thái độ dè dặt trong việc tương tác cá nhân với người hâm mộ của mình. Đôi khi người ta thấy cô chơi guitar acoustic. Biệt danh thần tượng của cô là Số 4 (4号 Yon-gō).
Yūgiri (ゆうぎり)
Lồng tiếng bởi: Rika Kinugawa
Thể hiện bởi Mioka Sakamoto
Một oiran sống giữa thời đại Bakumatsu và Minh Trị Duy tân vào thế kỷ 19. Tuy nhiên, trong mùa 2 (Revenge), tiết lộ rằng cô thực sự là một kunoichi dưới vỏ bọc của một oiran và bị xử tử sau khi nhận trách nhiệm tổ chức một cuộc nổi dậy để khôi phục lại tình trạng của Saga, vốn đã bị hủy bỏ vào thời điểm đó. Biệt danh thần tượng của cô là Số 5 (5号 Go-gō).
Hoshikawa Lily (星川 リリィ Hoshikawa Ririi)
Lồng tiếng bởi: Minami Tanaka
Thể hiện bởi Rin Takanashi
Một nữ diễn viên nhí chuyển giới nổi tiếng qua đời vào năm 2011 vì một cơn đau tim do sự căng thẳng nghề nghiệp và chứng phiền muộn về giới tính. Cô không hề e ngại về việc trở thành một thây ma, coi đó là cách để tiếp tục là một đứa trẻ mãi mãi và sẽ không bao giờ phải trải qua tuổi dậy thì. Biệt danh thần tượng của cô là Số 6 (6号 Roku-gō).
Yamada Tae (山田 たえ)
Lồng tiếng bởi: Kotono Mitsuishi
Thể hiện bởi Asami Morita
Thây ma duy nhất vẫn chưa lấy lại được ý thức con người. Cô là người  đặt tên cho nhóm của mình là Franchouchou, bắt nguồn từ việc cô hắt hơi. Trong The First Zombie, có tiết lộ rằng, khi còn là con người, cô là một nhân viên văn phòng với cuộc sống hai mặt bí mật là một nhà trừ tà giết quỷ và là chủ nhân trước đây của biệt thự nơi Franchouchou hiện đang sống. Biệt danh thần tượng của cô là Số 0 (0号 Zero-gō).

### Nhân vật phụ
Tatsumi Kōtarō (巽 幸太郎)
Lồng tiếng bởi: Mamoru Miyano
Thể hiện bởi Noriyuki Ohashi
Một nhà sản xuất và là một necromancer bị điên đã hồi sinh Sakura và các cô gái khác để "cứu" Saga bằng cách thành lập nhóm nhạc thần tượng Franchouchou. Anh được tiết lộ là bạn học cũ của Sakura thời trung học Inui (乾), người muốn biến ước mơ của cô ấy thành hiện thực. Trong khi ý định của anh để "cứu" Saga ban đầu dường như chỉ đơn giản là để hồi sinh tỉnh Saga đang gặp khó khăn, nó được tiết lộ trong Revenge ý định của anh là theo nghĩa đen, vì vùng đất được tiên tri sẽ đối mặt với thảm họa.
Romero (ロメロ)
Lồng tiếng bởi: Yasuhiro Takato
Chú chó xù đồ chơi bất tử và là thú cưng của Kotaro.
Sĩ quan cảnh sát A (警察官A Keisatsu-kan A)
Lồng tiếng bởi: Hiroyuki Yoshino
Một sĩ quan cảnh sát giấu tên liên tục chạm trán với Sakura và các mọi người trong nhóm khác.

### Liên quan đến Franchouchou
Gō Takeo (豪 剛雄)
Lồng tiếng bởi: Tsuyoshi Koyama
Người quản lý cũ và cha của Lily. Anh ta là một người đàn ông to lớn có khuôn mặt thường bị nhầm với khuôn mặt của một yakuza.
Amabuki Reiko (天吹 麗子)
Lồng tiếng bởi: Komina Matsushita
Đội trưởng đầu tiên của băng đảng mô tô Dorami, người đã nghỉ hưu để sinh ra Maria và có một cuộc sống bình thường. Cô ấy lưu một bức ảnh với Saki cùng với chiếc Tamagotchi và chiếc xe máy cũ của cô ấy.
Ōkoba Arata (大古場 新太)
Lồng tiếng bởi: Tōru Nara
Một phóng viên trưởng làm việc cùng với nhiếp ảnh gia Inubashiri (犬 走?). Cả hai bắt đầu điều tra Franchouchou sau khi nhận ra Junko trong quảng cáo Drive-in Tori.
Jofuku (徐福)
Lồng tiếng bởi: Hōchū Ōtsuka
Nhân viên pha chế của Bar New Jofuku, người rất quen thuộc với Kotaro, Yugiri và Dự án Zombie Land Saga. Trong mùa 2 (Revenge), ông được tiết lộ rằng sự bất tử của ông có liên quan đến tình trạng của Saga. Tên của ông và tên của quán bar liên quan đến học giả y học Từ Phúc, người được lệnh của Tần Thủy Hoàng để tìm ra thuốc trường sinh.
Yuzuriha Maimai (楪 舞々)
Lồng tiếng bởi: Kana Hanazawa
Một nữ sinh trung học và là người hâm mộ cuồng nhiệt của Franchouchou, người đã phát hiện ra danh tính của Franchouchou sau khi Kotaro cố gắng chiêu mộ cô, nhầm tưởng rằng anh ta đã giết cô. Cô ấy tạm thời tham gia nhóm với tư cách Số 7 (7号 Nana-gō).

## Sản xuất
Dự án đã được thực hiện trong 4 năm. Ý tưởng sản xuất một tác phẩm thần tượng về thây ma đến từ Takenaka Nobuhiro của Cygames, Sau khi có cuộc nói chuyện với nhà sản xuất MAPPA Otsuka Gakuin, Otsuka Gakuin cho rằng bộ phim chắc chắn sẽ rất thú vị, vì vậy ông bắt đầu lên kế hoạch. Tuy nhiên, nó đã không được chấp thuận trong đơn thỉnh cầu của Cygames gửi cho thành phố Imari, tỉnh Saga. Koichi Watanabe, cựu chủ tịch của Cygames, bày tỏ rằng " ông hy vọng sẽ được sản xuất một bộ phim hoạt hình mô tả tỉnh Saga". Cuối cùng, ông đã đến Saga để ghi hình và giới thiệu về phim. Tiêu đề của phim cũng được thay đổi từ Idol Zombie (アイドルゾンビ Aidoru Zonbi) thành Zombie Land Saga (ゾンビランドサガ Zonbi Rando Saga), vì tác phẩm này khác với thần tượng thông thường. Hơn nữa, theo xu hướng lúc bấy giờ, việc sử dụng "Idol" trong tiêu đề là quá phổ biến. Takenaka Nobuhiro nói rằng đây là dự án hoạt hình gốc đầu tiên do Cygames tung ra mà không liên quan gì đến game. Về phần "tại sao lại làm vậy", họ thực sự chỉ là làm những gì bạn muốn làm.
Trong quá trình lập kế hoạch sản xuất của Takenaka Nobuhiro và Otsuka Gakuin, đạo diễn là người quyết định đầu tiên trong số các nhân viên sản xuất phim hoạt hình. Vì lý do này, ông đã có cuộc nói chuyện với đạo diễn Monghisa Sei trước khi kế hoạch được ấn định. Đây là lần đầu tiên Murakoshi làm kịch bản phim bộ. Phần sáng tác; nhạc phim được giao cho Takanashi Yasuji, người yêu thích thể loại nhạc death metal.

### Lồng tiếng
Đạo diễn yêu cầu các diễn viên lồng tiếng phải lồng tiếng thật tự nhiên, và rất coi trọng việc hét lên, yêu cầu mọi người phải thực sự hét lên, kịch bản cũng có nội dung "Hãy hét lên như đốt cháy cuộc sống". Trong tập đầu tiên, cảnh Nikaidō Saki gầm với chiếc loa là Tiano Mami thực sự cầm loa và gầm trước micro, còn Honto Kaede cũng gầm với micro cầm tay như Gen Sakura.
Miyano Mamoru đóng vai Tatsumi Kotaro. Ngay từ đầu, anh đã được hướng dẫn "Mọi việc cứ để anh Miyano tự do chơi". Bởi vì Tatsumi Kotaro là một người đàn ông có cảm xúc cao, Miyano Mamoru cũng đã chơi hết mình. Và đôi khi không có gì trên bàn, nhưng anh vẫn tiếp tục nói chuyện ở đó.
Tano Asami đóng vai Nikaidō Saki. Vào thời điểm thử vai, Nikaidō Saki vẫn là một người nói tiếng Nhật chuẩn, nhưng vì nhân vật là một cô gái xấu (Bakugou) thống trị Kyushu, anh đã quyết định sử dụng lồng tiếng phương ngữ Saga. Vì vậy, có một người hướng dẫn phương ngữ từ Saga tại thời điểm anh ghi âm. Để tạo ra âm thanh như tiếng thây ma, dù rất sợ nhưng Tano Asami đã xem một bộ phim, v.v. và thực hành cách tạo ra âm thanh đó.
Taneda Risa vào vai Mizuno Ai. Taneda Risa muốn thử lồng tiếng cho Ai khi mới biết thông tin.

## Truyền thông

### Anime

#### Danh sách tập phim

##### Zombie Land Saga
| TT. | Tiêu đề | Đạo diễn                                                     | Biên kịch         | Ngày phát hành gốc   |
| --- | --- | ------------------------------------------------------------ | ----------------- | -------------------- |
| 1 | "Chào buổi sáng Saga" Chuyển ngữ: "Guddo Mōningu Saga" (tiếng Nhật: グッドモーニング SAGA) | Munehisa Sakai, Takeru Satō                                  | Shigeru Murakoshi | 4 tháng 10 năm 2018  |
| Sakura Minamoto, một nữ sinh trung học với khát vọng trở thành thần tượng, bất ngờ bị một chiếc xe tải đâm. Cô tỉnh dậy với chứng mất trí nhớ trong một ngôi biệt thự đầy thây ma ở tỉnh Saga, phát hiện ra rằng bản thân đã trở thành một thây ma sau khi cô bị bắn bởi một sĩ quan cảnh sát. Một người đàn ông tên Kotaro Tatsumi giải thích rằng anh ta đã hồi sinh Sakura, người đã chết mười năm trước, cùng với một số cô gái thây ma khác từ nhiều thời đại khác nhau để thành lập một nhóm nhạc thần tượng và hồi sinh Saga. Cần sự kích thích để đánh thức các cô gái khác khỏi trạng thái braindead của họ, Kotaro đưa các thây ma đến biểu diễn trong một buổi hòa nhạc death metal tại Saga Live House Geils. Bất chấp những nghi ngờ của Sakura, các thây ma khác phản ứng theo bản năng với âm nhạc và vượt qua màn trình diễn chỉ bằng việc la hét, sau đó Sakura nhớ lại một số ký ức của cô khi cô còn sống. Mặc dù màn trình diễn kết thúc trong thảm họa, hầu như tất cả các thây ma khác đã lấy lại ý thức của họ vào ngày hôm sau. | |                                                              |                   |                      |
| 2 | "Tôi yêu HIPHOP Saga" | Takafumi Ishida                                              | Shigeru Murakoshi | 11 tháng 10 năm 2018 |
| Không hài lòng với hoàn cảnh của nhóm, hai thần tượng giàu kinh nghiệm Mizuno Ai và Konno Junko đã cố gắng rời khỏi dinh thự, khiến Sakura lo lắng theo sau họ. Các thây ma cố gắng trốn tránh một nhóm rapper đang cố gắng tấn công họ, chỉ để gặp phải cùng một cảnh sát trước đó và chạy trở lại dinh thự sau khi bị bắn một lần nữa. Ngày hôm sau, các thây ma có một buổi biểu diễn ở Lâu đài Saga, ở đó họ gần như phá vỡ lớp hóa trang của mình như những con người bình thường khi Tae Yamada - thây ma duy nhất chưa tỉnh lại - vô tình bị chặt đầu trên sân khấu. Sakura vướng vào một cuộc tranh cãi với người bạn cùng nhóm, Nikaido Saki về đầu của Tae, điều này leo thang thành một trận chiến rap và thuyết phục khán giả rằng thất bại là một phần hành động của họ. Ấn tượng với sự "ruột" của Sakura, Saki quyết định nghiêm túc hơn với sự nghiệp thần tượng mới của mình. | |                                                              |                   |                      |
| 3 | "Sống hay chết Saga" | Tatsufumi Itō                                                | Takuya Masumoto   | 18 tháng 10 năm 2018 |
| Khi Kotaro lên kế hoạch cho một buổi biểu diễn flash mob trực tiếp trước Ga Karatsu, các thây ma cố gắng quyết định tên cho nhóm của họ; cuối cùng họ quyết định đặt tên là "Franchouchou" sau âm thanh hắt hơi của Tae, với việc Saki tự bổ nhiệm mình làm trưởng nhóm. Ai và Junko vẫn hoài nghi, khiến những người khác bắt đầu buổi biểu diễn mà không có họ. Màn trình diễn bị chững lại sau khi Sakura quên lời bài hát của cô ấy, nhưng Ai và Junko đã bước vào để cứu vãn chương trình, thu hút một cô gái trẻ duy nhất làm người hâm mộ. Sau khi Sakura cảm ơn Ai về sự giúp đỡ của cô ấy và Junko vào cuối đêm hôm đó, Ai dự định bắt đầu sự nghiệp thần tượng của mình ở Franchouchou. | |                                                              |                   |                      |
| 4 | "Sưởi ấm người chết Saga" Chuyển ngữ: "Wōmingu Deddo SAGA" (tiếng Nhật: ウォーミング・デッド SAGA) | Hisatoshi Shimizu, Takeru Satō                               | Shigeru Murakoshi | 25 tháng 10 năm 2018 |
| Khi ngân sách cạn kiệt, Kotaro gửi các thây ma đến biểu diễn tại một khu nghỉ dưỡng suối nước nóng ở Ureshino để kiếm được hợp đồng tài trợ với một công ty dược phẩm. Sau khi tham gia một chuyến tham quan và thảo luận về mục tiêu trở thành thần tượng của họ, các thây ma phát hiện ra rằng các miếng dán da mà họ đang quảng cáo có hiệu quả trong việc nới lỏng các cơ bị căng cứng của họ, mà họ sử dụng để tạo hiệu quả tốt trong quá trình biểu diễn của họ. Cuối đêm hôm đó, Sakura, Saki và Junko lẻn vào suối nước nóng theo chỉ dẫn của Kotaro, để rồi bị chủ tịch công ty dược phẩm phát hiện ra họ đã cải trang thành con người, khiến cô kinh hãi và dẫn đến việc Franchouchou mất hợp đồng tài trợ. | |                                                              |                   |                      |
| 5 | "Chú chim xinh đẹp trong tim bạn Saga" Chuyển ngữ: "Kimi no Kokoro ni Naisu Bādo SAGA" (tiếng Nhật: 君の心にナイスバード SAGA) | Takeru Satō                                                  | Takuya Masumoto   | 1 tháng 11 năm 2018  |
| Để nâng cao danh tiếng của họ, Franchouchou thực hiện trong một quảng cáo cho nhà hàng gà rán Drive-In Tori ở Imari, được chỉnh sửa với cảnh Tae cố gắng ăn thịt linh vật của công ty. Sau đó, các thây ma tham gia vào Kashima Gatalympics. Khi các thây ma dính đầy bùn ở vòng đầu tiên, họ buộc phải giữ mình thật bẩn để tránh rửa sạch lớp trang điểm của con người. Sau khi Tae giành giải nhất, Sakura nhớ rằng đã đưa cho cô ấy một chiếc áo dự phòng và bảo cô ấy cởi bỏ quần áo dính bùn của mình. Trong khi đó, một nhà báo có tên Arata Okoba nhận ra Junko sau khi xem đoạn quảng cáo Drive-In Tori và quyết định điều tra cô. | |                                                              |                   |                      |
| 6 | "Vì đó là tình cảm Saga" Chuyển ngữ: "Datte Senchimentaru SAGA" (tiếng Nhật: だってセンチメンタル SAGA) | Yasunori Gotō                                                | Shigeru Murakoshi | 8 tháng 11 năm 2018  |
| Khi Franchouchou tổ chức một buổi chụp ảnh với một nhóm nhỏ người hâm mộ, Ai và Junko đã xung đột với nhau về những ý kiến khác nhau của họ về cách thần tượng nên tương tác với người hâm mộ của họ. Sakura nghe Junko kể về việc cô ấy đã cố gắng trở thành một thần tượng trong đời như thế nào; Cảm thấy suy nghĩ lạc hậu về thần tượng của mình đang cản trở những người bạn cùng nhóm của mình, Junko nghĩ đến việc rời Franchouchou. Trong khi đó, Saki biết được từ Ai về cái chết của cô ấy vì bị sét đánh trong một buổi hòa nhạc ngoài trời tại sân vận động Tosu, khiến cô ấy sợ sét và quyết tâm không bị lu mờ bởi cái chết của chính mình. Ngày hôm sau, Kotaro thông báo rằng Franchouchou sẽ là một phần của Saga Rock Festival, nơi Ai và Junko sẽ biểu diễn một bản song ca, khiến cả nhóm cảm thấy bất an. | |                                                              |                   |                      |
| 7 | "Nhưng đó là tình xác sống Saga" Chuyển ngữ: "Keredo Zonbimentaru SAGA" (tiếng Nhật: けれどゾンビメンタル SAGA) | Hisatoshi Shimizu, Takeru Satō, Kōnosuke Uda, Munehisa Sakai | Shigeru Murakoshi | 15 tháng 11 năm 2018 |
| Junko từ chối luyện tập cho màn trình diễn Saga Rock của Franchouchou và tự nhốt mình, buộc Ai phải cover lại phần song ca của họ. Vào một ngày trước buổi biểu diễn, Kotaro đảm bảo với Junko rằng cô ấy không cần tuân theo các tiêu chuẩn hiện đại của ngành công nghiệp thần tượng, thuyết phục cô ấy gia nhập lại với nhóm. Khi một cơn giông ập đến trong buổi biểu diễn của họ, Ai gục ngã trên sân khấu và cố gắng hát, nhưng đã ổn định khi Junko hỗ trợ cô. Ở giữa bài hát của họ, các thây ma bị sét đánh, tia sét chiếu sáng cơ thể họ và lọc giọng nói của họ. Khán giả và giới truyền thông rất ấn tượng bởi những hiệu ứng này, và Franchouchou được cho là nhóm nhạc thần tượng đột phá của Saga Rock. | |                                                              |                   |                      |
| 8 | "Đến vùng đất vĩnh hằng Saga" Chuyển ngữ: "GOGO Nebārando SAGA" (tiếng Nhật: GOGO ネバーランド SAGA) | Takafumi Ishida                                              | Shigeru Murakoshi | 22 tháng 11 năm 2018 |
| Khi Franchouchou tận hưởng một chuỗi các hợp đồng biểu diễn và sự kiện mới, một người đàn ông lớn tên là Takeo Go đến một trong những sự kiện của họ sau khi nhận ra ngôi sao nhí Lily Hoshikawa. Lily tiết lộ rằng người đàn ông đó là cha cô và là quản lý cũ của cô, trước đây cô có cái tên nam tính là Masao Go, và cô đã chết vì cú sốc mọc lông mặt trong sự nghiệp truyền hình căng thẳng của mình. Nhận thấy Takeo quan tâm đến Lily nhiều như thế nào, Franchouchou mời Takeo đến một buổi hòa nhạc đặc biệt, nơi Lily biểu diễn một bài hát để chào tạm biệt anh. | |                                                              |                   |                      |
| 9 | "Ký ức đồng đội sẽ là thiên truyện của tôi" Chuyển ngữ: "Ichido wa Tsukita Kono Inochi, Nan no Inga ka Yomigaeri, Utai Odoru ga Sadame Nara, Tomo e no Omoi o Mune ni Hime, Tsuranuku Made yo Onore no SAGA" (tiếng Nhật: 一度は尽きたこの命 なんの因果か蘇り 歌い踊るが宿命なら 親友への想いを胸に秘め 貫くまでよ己の SAGA) | Takeru Satō                                                  | Takuya Masumoto   | 29 tháng 11 năm 2018 |
| Saki ngăn chặn một cuộc hỗn chiến công khai giữa Franchouchou và tàn dư của băng nhóm đi xe đạp cũ của cô, Dorami, người mà thủ lĩnh hiện tại, Maria Amabuki, bị băng đối thủ Korosuke thách thức trong một cuộc đua gà hướng tới một vách đá ở núi Kagami. Maria chấp nhận thử thách bất chấp mẹ cô, bạn của Saki và cựu trùm Dorami Reiko Kirishima, người đã rút lui khỏi băng đảng để có một cuộc sống hôn nhân bình thường sau cái chết của Saki trong một cuộc đua giống hệt vào năm 1997. Biết được thử thách, Saki thế chỗ của Maria bằng cách sử dụng chiếc xe máy mà cô phá hủy trong một vụ nổ sau khi nhảy qua vách đá lần thứ hai. Sau khi Saki trở lại mà không bị thương, Reiko đấm và mắng cô vì sự liều lĩnh. Saki và những người còn lại của Franchouchou đã kỷ niệm sự hòa giải của Reiko và Maria bằng cách biểu diễn một buổi hòa nhạc thần tượng cho cả hai băng nhóm. | |                                                              |                   |                      |
| 10 | "Không xác sống, không thần tượng Saga" | Yasunori Gotō                                                | Takuya Masumoto   | 6 tháng 12 năm 2018  |
| Franchouchou được lên kế hoạch tổ chức một buổi hòa nhạc tại địa điểm biểu diễn địa phương Arpino, nơi Sakura cảm thấy có thể là manh mối để lấy lại ký ức của cô. Khi các thây ma được gửi đến vùng núi trong quá trình huấn luyện của họ, Sakura trở nên khó chịu khi mọi người tập trung vào việc sinh tồn nơi hoang dã hơn là luyện tập cho buổi hoà nhạc. Khi mọi thứ bắt đầu trở nên khó xử hơn giữa Sakura và những người khác, cô ấy quan sát tinh thần đồng đội của những người khác và nhận ra mình đã hành động ích kỷ. Một tuần trước buổi biểu diễn, Sakura lại bị một chiếc xe tải đâm vào, khiến ký ức của cô trở lại như khi cô vẫn còn sống. | |                                                              |                   |                      |
| 11 | "Một Saga độc nhất vô nhị" Chuyển ngữ: "Sekai ni Hitotsu Dake no SAGA" (tiếng Nhật: 世界にひとつだけの SAGA) | Kōnosuke Uda                                                 | Shigeru Murakoshi | 13 tháng 12 năm 2018 |
| Mất đi ký ức về việc là một thây ma bên cạnh việc lấy lại những ký ức cũ của mình, Sakura bị bỏ lại với niềm tin bi quan rằng cô ấy không thể trở thành một thần tượng. Sau khi những người khác không lý luận được với cô ấy, Sakura rời khỏi dinh thự, nhớ lại mọi nỗ lực cố gắng hết sức vào một điều gì đó trong cuộc sống đã dẫn đến một điều gì đó sai trái, bao gồm cả cái chết của cô ấy. Bất chấp sự tiêu cực của Sakura, Kotaro vẫn quyết tâm không từ bỏ cô. | |                                                              |                   |                      |
| 12 | "Chào buổi sáng một lần nữa Saga" Chuyển ngữ: "Guddo Mōningu Agein SAGA" (tiếng Nhật: グッドモーニング アゲイン SAGA) | Munehisa Sakai, Hisatoshi Shimizu                            | Shigeru Murakoshi | 20 tháng 12 năm 2018 |
| Khi Sakura vẫn thách thức khi buổi hoà nhạc đến gần, Tae trở nên đặc biệt thất vọng và cố gắng mắng Sakura. Tae không thể truyền tải đầy đủ thông điệp của cô ấy nhưng hành động của cô ấy khiến Yugiri và Ai thoát khỏi việc đối xử thụ động với Sakura và cùng nhau thuyết phục Sakura tham gia lại buổi diễn của nhóm, bất kể cơ hội thành công của họ là gì. Vào ngày diễn ra buổi hòa nhạc, tuyết rơi dày làm địa điểm tổ chức bị sụp đổ và phá hủy sân khấu, nhưng các thây ma vẫn tiếp tục biểu diễn bất chấp. Cùng nhau, họ đã cố gắng để có một màn trình diễn thành công, với việc Sakura lấy lại toàn bộ ký ức của mình trong quá trình này. Sau đó, Okoba nhận thấy mối liên hệ giữa Ai, Junko, và Lily và những người khác khi còn sống. | |                                                              |                   |                      |

##### Zombie Land Saga Revenge
| TT. | Tiêu đề | Đạo diễn                      | Biên kịch         | Ngày phát hành gốc  |
| --- | --- | ----------------------------- | ----------------- | ------------------- |
| 1 | "Good Morning Returns SAGA" Chuyển ngữ: "Guddo Mōningu Ritānzu SAGA" (tiếng Nhật: グッドモーニングリターンズ SAGA)                                             | Munehisa Sakai                | Shigeru Murakoshi | 8 tháng 4 năm 2021  |
| Một tháng sau buổi biểu diễn của Franchouchou tại Arpino, thành công của nhóm giảm mạnh khi màn trình diễn của họ tại sân vận động Ekimae Fudōsan đã dội bom thảm khốc, khiến nhóm nợ 20 triệu yên. Các cô gái dành những tháng sau đó làm việc ở nhiều công việc khác nhau trên khắp Saga để trang trải chi phí, trong khi Kotaro từ bỏ nỗ lực cứu Saga và rơi vào tình trạng sa sút, bất chấp những nỗ lực liên tục của các cô gái để động viên anh ta. Tin rằng thành công của họ phụ thuộc vào Kotaro, Franchouchou tổ chức một buổi biểu diễn khác tại Saga Live House Geils, nơi họ dự định sẽ công bố một bài hát mới mà Kotaro đã chuẩn bị cho buổi biểu diễn trước của họ dưới dạng encore. Tuy nhiên, Sakura không thuyết phục được anh ta tham dự, buộc họ phải tiếp tục chương trình mà không có anh ta. Kotaro phải đối mặt với nhân viên pha chế của Bar New Jofuku, người đã nhắc nhở anh ta về lý do để ủng hộ các cô gái. Mặc dù Kotaro đến Geils kịp thời để gọi phần encore, nhưng bài hát đã nhận được phản ứng tẻ nhạt từ khán giả, dẫn đến thất bại hoàn toàn của chương trình. Sáng hôm sau, một Kotaro hồi sinh hoàn toàn chào đón các cô gái để giúp họ bắt đầu lại sự nghiệp của mình.                                                      | |                               |                   |                     |
| 2 | "The SAGA of an Almost-Broken Radio" Chuyển ngữ: "Bukkoware Kake no Redio SAGA" (tiếng Nhật: ぶっ壊れかけのレディオ SAGA)                                      | Takafumi Ishida               | Shigeru Murakoshi | 15 tháng 4 năm 2021 |
| Franchouchou xuất hiện trên truyền hình trực tiếp để quảng bá đền Yūtoku Inari cùng với White Ryu, một người dẫn chương trình radio lớn tuổi mà Saki ngưỡng mộ. Sau khi quay phim, Ryu nói anh ấy có ý định nghỉ hưu sớn. Tâm sự với Sakura rằng Ryu đã giúp cô tìm ra phương hướng trong cuộc sống dẫn đến việc kết bạn với Reiko của cô, Saki xuất hiện trong chương trình của mình với tư cách là một khách mời và cầu xin anh tiếp tục truyền cảm hứng cho công dân của Saga. Tuy nhiên, anh ấy giải thích rằng anh đã quyết định chỉ định Franchouchou làm người dẫn chương trình mới của chương trình. Saki nhiệt tình chấp nhận và thú nhận tình yêu của cô dành cho Ryu, nhưng anh không đáp lại tình cảm của cô vì sự chênh lệch tuổi tác của họ. Saki sau đó đã khóc cùng Sakura, nhận ra rằng bản thân không còn khả năng bước vào mối quan hệ với bất kỳ ai vì là một thây ma chưa trưởng thành. | |                               |                   |                     |
| 3 | "The Acoustic SAGA of Love and Youth" Chuyển ngữ: "Ai to Seishun no Akōsutikku SAGA" (tiếng Nhật: 愛と青春のアコースティック SAGA)                             | Yasutomo Okamoto              | Kiyoko Yoshimura  | 22 tháng 4 năm 2021 |
| Kotaro lên lịch cho Franchouchou biểu diễn tại lễ khánh thành Saga Arena mới như là tiết mục mở màn cho Iron Frill, nhóm nhạc thần tượng ban đầu của Ai; trước sự thất vọng của Ai, anh ấy đã ngăn cô tham gia chương trình để giảm nguy cơ cô ấy được công nhận là một thành viên cũ. Ai giao cho Junko trông nom nhóm trong khi cô ấy tập trung vào chuỗi hoạt động solo để giúp trang trải khoản nợ của nhóm. Tuy nhiên, Junko luôn ẩn chứa sự bất an về việc lặp lại thất bại trước đây của họ và cố gắng tư vấn cho các cô gái khác khi họ nghĩ cách để gây ấn tượng với khán giả. Sau khi phát hiện ra cảm xúc của Junko qua một bài hát guitar mà cô ấy chơi riêng, Sakura đề nghị họ nên hỏi ý kiến của Ai về ý tưởng của họ. Khi cả hai đến gặp cô ấy, họ thấy cô đang nói chuyện với ca sĩ chính hiện tại của Iron Frill, Shiori, người đã mời Ai tham gia Iron Frill và từ bỏ Franchouchou, càng làm giảm sự tự tin của Junko. | |                               |                   |                     |
| 4 | "Pure-Hearted Electric SAGA" Chuyển ngữ: "Junjō Erekutorikku SAGA" (tiếng Nhật: 純情エレクトリック SAGA)                                                       | Takeru Satō                   | Kiyoko Yoshimura  | 29 tháng 4 năm 2021 |
| Sakura và Junko đồng ý giấu kín cuộc trò chuyện của Ai với Shiori với các cô gái khác, nhưng Junko vẫn bị phân tâm bởi nỗi sợ hãi của chính mình rằng Ai sẽ chấp nhận lời đề nghị của Shiori. Nhận thấy điều này, Kotaro đã kích động Junko bằng cách cho cô ấy mượn cây đàn giutar điện của anh ấy, bảo cô ấy sử dụng nó để "đập tan" nỗi bất an của mình. Vào ngày biểu diễn, Junko dẫn đầu Franchouchou về số lượng heavy metal thành công, kết thúc bằng việc cô ấy đập vỡ cây đàn của Kotaro theo đúng nghĩa đen; bị ấn tượng bởi quyết tâm mới của Junko, Ai gặp lại Franchouchou trên sân khấu và biểu diễn một đoạn encore với họ, sử dụng hiệu ứng hình ảnh và giọng hát được điện hóa từ cây đàn bị hỏng. Shiori cố gắng mời Ai tham gia nhóm của cô một lần nữa, nhưng Junko và các cô gái khác khẳng định Ai là thành viên của Franchouchou. Trong một cuộc phỏng vấn trực tiếp sau chuyến lưu diễn, Shiori công khai thừa nhận tài năng của Franchouchou và tuyên bố họ là đối thủ của Iron Frill. | |                               |                   |                     |
| 5 | "Little Bodda Bope SAGA" Chuyển ngữ: "Ritoru Parappo SAGA" (tiếng Nhật: リトルパラッポ SAGA)                                                                   | Yasunori Gotō Takafumi Ishida | Kiyoko Yoshimura  | 6 tháng 5 năm 2021  |
| Lily quyết định đánh dấu màn ra mắt truyền hình quốc gia của Franchouchou bằng cách tham gia chương trình tài năng thực tế Japanese Got Performance. Một trong những đối thủ khác tại vòng sơ loại là Light Oozora, một diễn viên nhí tin rằng mình sẽ giành được chiến thắng dễ dàng, và xua đuổi nỗi ám ảnh của Lily về việc duy trì hình ảnh trẻ con, dễ thương của cô. Cả Lily và Light đều tiến đến trận chung kết, nơi Light biểu diễn cùng một bài hát mà Lily dự định hát. Lấy cảm hứng từ sự hỗ trợ còn lại của Franchouchou, Lily đã làm lại tác phẩm của mình thành một bản trình diễn độc đáo thu hút Light và các thành viên nhỏ tuổi của khán giả. Mặc dù Light được tuyên bố là người chiến thắng, nhưng anh cảm thấy bị lép vế trước kỹ năng ứng biến vào phút cuối của Lily, tuy nhiên Lily khuyến khích anh ấy tự hào về thành tích của mình. Sau chương trình, màn trình diễn của Lily trở thành một hiện tượng văn hóa. | |                               |                   |                     |
| 6 | "Walking Bet SAGA" Chuyển ngữ: "Wōkingu Betto SAGA" (tiếng Nhật: ウォーキング・ベット SAGA)                                                                    | Takahiro Kaneko               | Shigeru Murakoshi | 13 tháng 5 năm 2021 |
| Tae được cử đi làm những công việc lặt vặt trong khi những người còn lại của Franchouchou tiếp tục trả nợ; cô bị Okoba theo dõi bí mật suốt cả ngày, người xác định cô là thành viên đáng ngờ nhất trong nhóm do cách cư xử kỳ lạ của cô. Maria, người làm việc tại siêu thị nơi Tae đến, mời Tae xem Dorami biểu diễn trong một cuộc thi khiêu vũ. Tae tham gia cuộc thi trong một nỗ lực khác để nuốt chửng linh vật của Drive-In Tori, nhà vô địch đương kim, và đánh bại anh ta trong một cuộc khiêu vũ, giành được 30.000 yên. Khi Tae cố gắng đưa cho Maria tiền thắng cược bất chấp sự phản đối của Maria, viên cảnh sát đã giúp họ giải quyết tranh chấp bằng cách cho phép Tae đặt cược số tiền trong một cuộc đua thuyền. Tae đã vô tình đặt cược vào Misa Azumatsuru, đối thủ của Maria và là đội trưởng đầu tiên của Korosuke, bằng cách ngậm bút đánh dấu và hắt mực lên vé cá cược của cô ấy; Misa sau đó thắng cuộc đua, Tae kiếm được 20 triệu. Tae sau đó trở về nhà để đưa tiền cho Franchouchou, mọi người nhận ra rằng khoản nợ của họ hiện đã được thanh toán đầy đủ; Trong lúc này, Sakura vô tình chặt đầu Tae trước mặt Okoba, tiết lộ bí mật của họ cho anh ta.                                                                              | |                               |                   |                     |
| 7 | "Maimai Revolution SAGA" Chuyển ngữ: "Maimai Reboryūshon SAGA" (tiếng Nhật: マイマイレボリューション SAGA)                                                     | Yasutomo Okamoto              | Shigeru Murakoshi | 20 tháng 5 năm 2021 |
| Maimai Yuzuriha, một fan hâm mộ của Franchouchou, dường như đã chết khi cô lao vào bồn tắm nam tại nhà tắm công cộng địa phương và trượt trên một thanh xà phòng do Kotaro đánh rơi. Tỉnh dậy sau khi Kotaro đưa cô đến dinh thự để hồi sinh, cô được tiết lộ là đã bất tỉnh, và phát hiện ra trạng thái không còn sống của các cô gái. Không khỏi bối rối trước khám phá của mình và quyết tâm học theo thành công của thần tượng, Maimai thuyết phục Kotaro để cô tham gia Franchouchou. Nhóm chấp nhận Maimai tham gia mặc dù cô ấy còn thiếu kinh nghiệm, và đồng ý với lời đề nghị của cô ấy về việc biểu diễn tại lễ hội văn hóa của trường cô ấy, nơi họ dự định công bố cô ấy là thành viên thứ tám của họ. Trong quá trình chuẩn bị, Maimai biết về cuộc sống của Sakura khi cô ấy còn sống và nhận ra rằng mọi người trong Franchouchou đều coi nhóm như một cơ hội sống thứ hai do cái chết của họ không đúng lúc. Kết luận rằng cô ấy không thuộc về nhóm, Maimai tuyên bố sẽ tốt nghiệp nhóm sau buổi biểu diễn đầu tiên của họ để cô ấy có thể sống hết mình. Trong khi đó, Okoba đã xác định được danh tính của tất cả mọi người trong Franchouchou ngoại trừ Yugiri.                                                                                  | |                               |                   |                     |
| 8 | "The Saga Incident, Part 1" Chuyển ngữ: "Saga Jihen Sono Ichi" (tiếng Nhật: 佐賀事変 其ノ壱)                                                                   | Takafumi Ishida Kōnosuke Uda  | Kiyoko Yoshimura  | 27 tháng 5 năm 2021 |
| Trong Meiji Era Japan, Yugiri, một oiran ở Yoshiwara, được một người bảo trợ giàu có mua lại quyền tự do sau khi sự nổi tiếng của cô ấy khiến giá của cô ấy cao đến mức không ai có thể mua được. Cô cùng anh ta chuyển đến vị trí cũ của tỉnh Saga, nơi đã bị sáp nhập vào Nagasaki sau Cuộc nổi dậy Saga năm 1874. Người bảo trợ của cô sớm qua đời, để lại cô một mình ở một nơi xa lạ. Một ngày nọ, cô tình cờ gặp Kiichi Momozaki, một thanh niên địa phương quyết tâm khôi phục địa vị của Saga như một quận độc lập. Kiichi trở nên say mê Yugiri và sau đó đến thăm cô ấy để gửi một món quà, Yugiri chấp nhận. Trong khi đến thăm Kiichi để trả ơn anh, Yugiri biết rằng Kiichi đang làm việc để cứu Saga vì biết ơn người đàn ông cũ đã đưa Kiichi vào sau khi cha anh chết trong cuộc nổi dậy, và được truyền cảm hứng để giúp anh. Bạn của Kiichi, Itou, biết được sự hợp tác của họ và khuyên họ không nên tiếp tục nỗ lực, tin rằng một cuộc chiến tranh khác là không thể tránh khỏi. Sau đó, chiến dịch của Kiichi thu hút sự chú ý của một nhóm cựu samurai. | |                               |                   |                     |
| 9 | "The Saga Incident, Part Two" Chuyển ngữ: "Saga Jihen Sono Ni" (tiếng Nhật: 佐賀事変 其ノ弐)                                                                   | Takeru Satō                   | Kiyoko Yoshimura  | 3 tháng 6 năm 2021  |
| Các cựu samurai được tuyển dụng bắt đầu lên kế hoạch tấn công Nagasaki theo mong muốn của Kiichi, điều này khiến Kiichi đau khổ khi họ tiết lộ ý định của mình với anh ta. Biết được cuộc nổi dậy sắp tới từ một người cung cấp thông tin, Itou yêu cầu Yugiri rời Saga với Kiichi vì sự an toàn của chính họ; đã đoán trước được điều này, Yugiri gửi thư tới những người có thế lực trong chính phủ Minh Trị để yêu cầu họ bảo vệ Kiichi. Tối hôm đó, Itou giết những kẻ nổi dậy trước khi chúng có thể thực hiện cuộc tấn công của mình, nhưng bị Kiichi chứng kiến và miễn cưỡng cố gắng bịt miệng anh ta, tiết lộ mình là một sát thủ của chính phủ. Yugiri bảo vệ Kiichi và giúp anh trốn tránh cảnh sát, khuyến khích anh quyết tâm cứu Saga mặc dù anh rất hối hận vì đã gây ra vụ việc. Sau đó, cô đấu với Itou, người đã cho phép mình bị giết vì tôn trọng lý tưởng của Kiichi. Sau khi Yugiri bị hành quyết riêng vì cái chết của Itou, Kiichi đến Nagasaki và cuối cùng thành công trong việc kêu gọi sự độc lập của Saga. Trong ngày hôm nay, undead Yugiri đến thăm ông già bất tử, người đã trở thành người pha chế của Bar New Jofuku, và hai nàng thơ của Saga mới mà Kiichi đã giúp tạo ra.                                                        | |                               |                   |                     |
| 10 | "The SAGA of How These Zombies Will Get Their Revenge" Chuyển ngữ: "Zonbi-tachi wa Dō Fukushū Suru no ka SAGA" (tiếng Nhật: ゾンビたちはどう復讐するのか SAGA) | Hisatoshi Shimizu             | Shigeru Murakoshi | 10 tháng 6 năm 2021 |
| Ba tuần sau buổi hòa nhạc Arpino vào năm 2019, Kotaro thông báo kế hoạch của mình cho buổi hòa nhạc tại Sân vận động Ekimae Fudōsan, nhưng đã kết thúc một cách thảm hại do quản lý của họ. Bị mắc nợ, niềm tin của các cô gái được khôi phục khi Tae mua thành công đồ ăn bằng tiền tiết kiệm của Kotaro bằng cách trang điểm kém duyên, truyền cảm hứng cho họ phấn đấu hướng tới một buổi hòa nhạc "phục thù". Vào năm 2020, Kotaro lên lịch cho buổi hòa nhạc diễn ra tại sân vận động vào ngày kỷ niệm của buổi biểu diễn trước đó, đề phòng thảm họa lặp lại. Okoba đối mặt với Kotaro với bằng chứng về bí mật của các cô gái, đe dọa sẽ phơi bày việc khai thác người chết của anh ta trước công chúng. Kotaro nói chuyện với người phục vụ vào đêm đó, trong đó tiết lộ rằng Kotaro đã hồi sinh các cô gái để lưu giữ ký ức của Saga sau hậu quả của một trận đại hồng thủy được tiên tri. Trận đại hồng thủy bắt đầu ngay khi Okoba cố gắng công bố bài thuyết trình của mình, với việc Saga trải qua một trận mất điện đột ngột trên toàn tỉnh do một trận mưa bão nghiêm trọng khiến dinh thự của các cô gái trượt xuống biển. | |                               |                   |                     |
| 11 | "All It Takes Is for You to Be There SAGA" Chuyển ngữ: "Tatoeba Kimi ga Iru Dake de SAGA" (tiếng Nhật: たとえば君がいるだけで SAGA)                            | Kōnosuke Uda                  | Shigeru Murakoshi | 17 tháng 6 năm 2021 |
| Dinh thự của Franchouchou trôi dạt vào bờ biển Hamasaki trước khi sụp đổ, phá hủy vật dụng và đồ trang điểm của họ. Các cô gái được tìm thấy bởi một đồng nghiệp từ công việc bán thời gian của Ai, người đã đưa họ đến một nơi trú ẩn tạm thời dành cho những người bị mất nhà và mất điện trong cơn bão. Họ được tìm thấy bởi Okoba, người đã bí mật quan sát họ khi họ biểu diễn cho trẻ em địa phương, dần dần nhận ra rằng các cô gái đang hành động theo ý mình. Sau nhiều ngày, lớp trang điểm cuối cùng của các cô gái bị trôi đi và họ không thể hóa trang khi làm mặt nạ đất sét vỡ tan tành trước mặt khán giả. Tuy nhiên, bọn trẻ không tin rằng họ thực sự là thây ma, khiến các cô gái cảm động trong khi Okoba hiểu được sự dũng cảm của Franchouchou khi thực hiện với rủi ro thường xuyên bị phơi bày. Trong khi đó, Kotaro và người pha chế được giải cứu khỏi quán bar bị ngập nước; Trong khi người phục vụ đang nằm viện, Kotaro gặp lại các cô gái và trang điểm lại cho họ, nói với họ rằng buổi hòa nhạc báo thù của họ vẫn đang được tiến hành để phục hồi tinh thần cho Saga. Sau đó, Sakura cảm ơn Kotaro vì đã giúp cô đạt được ước mơ của mình, và Kotaro hứa sẽ tiếp tục hỗ trợ Franchouchou cho đến khi họ trở nên nổi tiếng thế giới. | |                               |                   |                     |
| 12 | "The Greatest SAGA in History" Chuyển ngữ: "Shijō Saidai no SAGA" (tiếng Nhật: 史上最大の SAGA)                                                                | Munehisa Sakai                | Shigeru Murakoshi | 24 tháng 6 năm 2021 |
| Với sự giúp đỡ của Okoba, Kotaro thuyết phục thống đốc của Saga tập trung nỗ lực sửa chữa xung quanh Tosu để cho phép công chúng đến Sân vận động Ekimae Fudōsan. Trong khi đó, Saki cùng nhóm nhạc Franchouchou đang quảng bá buổi hòa nhạc qua chương trình radio của họ. Vào ngày diễn ra buổi hòa nhạc, Franchouchou đi bộ đến sân vận động và thấy nó dường như trống rỗng cho đến khi mọi người từ khắp Nhật Bản bắt đầu lấp đầy, chương trình phát sóng của các cô gái đã thu hút được sự chú ý của quốc tế. Buổi hòa nhạc trở thành một thành công phi thường, với việc sửa chữa của Saga được tiến hành sau đó; trước màn biểu diễn encore của họ, Kotaro đã rơi nước mắt chúc mừng các cô gái trong khi nhắc nhở họ rằng Saga vẫn chưa được cứu, che giấu vết máu khiến anh ấy ho ra giữa tiếng khóc. Trong một cảnh hậu, một chiếc đĩa bay xuất hiện và xóa sổ phong cảnh của Saga. | |                               |                   |                     |

### Manga

Bìa tập 1 bộ truyện với nhân vật Sakura và Saki

Chuyển thể manga của Megumu Soramichi được đăng lần đầu trên trang web Cycomi của Cygames vào ngày 8 tháng 10 năm 2018. Phần  manga này chủ yếu tập trung vào Kotaro, gắn liền với các tập trong anime từ góc nhìn của anh ấy. Chuyển thể manga thứ hai tập trung vào quá khứ của Tae Yamada, được minh họa bởi nhà thiết kế nhân vật Kasumi Fukagawa, được đăng dài kỳ trên tạp chí seinen manga Ultra Jump của Shueisha vào ngày 19 tháng 5 năm 2021.

### Buổi hòa nhạc trực tiếp
Một buổi hòa nhạc trực tiếp dựa trên anime, Zombie Land Saga Stage de Do-n !, dự kiến được diễn ra từ ngày 11 đến ngày 14 tháng 3 năm 2020, tuy nhiên đã bị hủy bỏ do đại dịch COVID-19 đang diễn biến rất phức tạp ở Nhật Bản, sau đó buổi biểu diễn trực tiếp được dời lịch sang tháng 9 năm đó.

### Trò chơi điện tử
Vào tháng 6 năm 2021, trò chơi di động BanG Dream! Bữa tiệc ban nhạc nữ! đã tổ chức một sự kiện hợp tác với Zonbi Rando Saga. Sự hợp tác bao gồm một câu chuyện đặc biệt và các thẻ theo chủ đề cho ban nhạc trong trò chơi Pastel ＊ Palettes. Ban nhạc Poppin'Party đã cover ca khúc "Taiga yo Tomo ni Naite Kure". Kotaro được xuất hiện trong sự kiện này, Miyano sẽ đảm nhận vai trò của mình.

### Đĩa quang
Single CD "Spirituality" và "Hướng tới ánh sáng" được avex Pictures phát hành vào ngày 28 tháng 11 năm 2018. Sau đó, "FANTASTIC LOVERS" và hai ca khúc khác của tập "FANTASTIC LOVERS" cũng được đưa vào CD "Spiritualism"; "Jellyfish" và hai bài hát khác được đưa vào CD "Going To The Light".
Vào ngày 27 tháng 11 năm 2019, Saga Idol là album "THE BEST" của Fran Xiuxiu huyền thoại. Ngoài các bài hát của mùa đầu tiên, hai bài hát mới, "The Saga Incident" và "Shine It (Hui い て)" cũng được thêm vào.

### Blu-ray

#### Mùa một
Bộ đĩa Blu-ray có 3 tập, mỗi bộ gồm 4 tập và mỗi tập đi kèm với một CD đặc biệt chứa các bài hát được chèn vào, phát hành vào các ngày 21 tháng 12 năm 2018, 22 tháng 2 năm 2019 và 26 tháng 4 năm 2019.
| Số lượng | Ngày phát hành       | Số lượng tập được ghi lại | Thông số kỹ thuật | Bán hàng (bộ) |
| -------- | -------------------- | ------------------------- | ----------------- | ------------- |
| SAGA.1   | 21 tháng 12 năm 2018 | Tập 1 - Tập 4             | EYXA-12123/B      | 24,679        |
| SAGA.2   | 22 tháng 2 năm 2019  | Tập 5 - Tập 8             | EYXA-12124/B      | 18,763        |
| SAGA.3   | 26 tháng 4 năm 2019  | Tập 9 - Tập 12            | EYXA-12125/B      | 19,308        |

#### Mùa hai
| Số lượng  | Ngày phát hành      | Số lượng tập được ghi lại | Thông số kỹ thuật | Bán hàng (bộ) |
| --------- | ------------------- | ------------------------- | ----------------- | ------------- |
| Revenge.1 | 25 tháng 6 năm 2021 | Tập 1 - Tập 4             | EYXA-13353/B～C   | 9,876         |
| Revenge.2 | 30 tháng 7 năm 2021 | Tập 5 - Tập 8             | EYXA-13354/B～C   | 6,701         |
| Revenge.3 | 27 tháng 8 năm 2021 | Tập 9 - Tập 12            | EYXA-13355/B～C   | 6,808         |

## Đón nhận
Vào ngày 22 tháng 9 năm 2018, một buổi khảo sát tập 1 và 2 đã được tổ chức, cuộc khảo sát cho thấy 88% cho rằng 2 tập đầu tiên có những diễn biến bất ngờ, và tỷ lệ hài lòng là 96%.
Trước khi phát sóng, đơn vị sản xuất phim đã tiết lộ rằng tình tiết phim giống như một bộ phim hoạt hình kinh dị, tuy nhiên phim là một câu chuyện về những cô gái trở thành thây ma và muốn trở thành thần tượng địa phương để hồi sinh Saga; sau khi phát sóng tập đầu tiên, phim đã nhận được rất nhiều lời phản hồi, phần lớn những phản hồi đều cho rằng "Phim vượt qua sự tưởng tượng của tôi", "Hóa ra là một thần tượng ...", và đứng đầu danh sách xu hướng của Twitter.
Sau khi được phát sóng, phim đã được khán giả khắp nơi yêu thích và bàn tán, được đánh giá là một con ngựa ô trong loạt chương trình mùa đông 2022.
Tờ báo địa phương Saga Shimbun cũng bắt đầu đưa tin về sự ảnh hưởng của tác phẩm sau khi bộ phim được phát sóng, vào ngày 14 tháng 3 năm 2019, một ấn bản đặc biệt của Vùng đất thây ma với thông tin về các chuyến thăm của nhân viên sản xuất và địa điểm sản xuất phim đã được công bố. Vào ngày 14 tháng 12 năm 2018, trong quá trình sản xuất, một thành viên của Hội đồng thành phố Dangjin đã hỏi chính quyền thành phố về nội dung liên quan trong cuộc họp chính thức lần thứ năm.

### Đánh giá chuyên môn
Sau khi xem tập đầu tiên, James Beckett của Anime News Network cho rằng cái chết bất ngờ của nữ chính do tông trực diện một chiếc xe hơi và cảnh mở đầu bằng ca khúc Death metal đã tạo tiền đề cho sự kinh dị của bộ phim một cách hoàn hảo; Ciron Martin nói rằng chưa từng có bộ Anime truyền hình nào kết hợp giữa thần tượng với heavy metal trước đó; Paul Jensen cho rằng sự kết hợp giữa kinh dị, hài thần tượng là rất mới mẻ, và tập đầu tiên rất thú vị.

### Giải thưởng
| Giải thưởng                   | Ngày diễn ra        | Hạng mục                              | Người nhận       | Kết quả   | T.k    |
| ----------------------------- | ------------------- | ------------------------------------- | ---------------- | --------- | ------ |
| Giải thưởng Anime Crunchyroll | 16 tháng 2 năm 2019 | Nhân vật nam xuất sắc nhất            | Tatsumi Kotaro   | Đề cử     | [ 37 ] |
| Giải thưởng Anime Crunchyroll | 16 tháng 2 năm 2019 | Nhân vật nữ xuất sắc nhất             | Hoshikawa Lily   | Đề cử     | [ 37 ] |
| Giải thưởng Anime Crunchyroll | 16 tháng 2 năm 2019 | Thiết kế nhân vật xuất sắc nhất       | Fukagawa Kasumi  | Đề cử     | [ 37 ] |
| Giải thưởng Anime Crunchyroll | 16 tháng 2 năm 2019 | Anime của năm                         | Zonbi Rando Saga | Đề cử     | [ 37 ] |
| Giải thưởng Anime Crunchyroll | 16 tháng 2 năm 2019 | Diễn viên lồng tiếng nữ xuất sắc nhất | Mamoru Miyano    | Đoạt giải | [ 38 ] |
| Giải thưởng Anime Tokyo       | 11 tháng 3 năm 2019 | Truyền hình                           | Zonbi Rando Saga | Đoạt giải | [ 39 ] |